# Družstevná pri Hornáde
Družstevná pri Hornáde (dříve Tepličany a Malá Vieska, maďarsky Sároskisfalu, Tapolcsány) je obec na Slovensku v okrese Košice-okolí.

## Poloha
Obec se nachází severně od krajského města Košice ve vzdálenosti necelých 8 km. Leží na hlavní železniční trase vedoucí z Košic přes Kysak a Margecany do Žiliny.

### Části obce
Obec se skládá ze dvou původních částí Tepličany a Malá Vieska, které byly sloučeny v roce 1961. V šarišském nářečí, kterým se na území obce hovoří, se tyto původní obce označují jako Cepľičany a Maloveska. V letech 1961 až 2003 byla součástí Družstevné i obec Kostoľany nad Hornádom.

### Vodní toky
Obcí po celé její délce protéká řeka Hornád, na níž je v severní části postavena malá vodní elektrárna.

### Vodní plochy
Nad vodní elektrárnou je umístěna umělá vodní plocha. V podstatě se jedná o rozšířené koryto Hornádu, které vzniklo postavením hráze, která zadržuje vodu v řece pro potřeby elektrárny.

## Kultura a zajímavosti

### Památky
- Římskokatolický kostel Narození Panny Marie v části Malá Vieska, jednolodní pozdněbarokní stavba se segmentově ukončeným presbytářem a předsunutou věží z roku 1803. Stojí na místě starší středověké stavby z roku 1433.[3] Fasáda kostela je členěna lizénami, půlkruhově ukončená okna mají šambrány s klenáky. Předsunutá věž je členěna kordonovými římsami a pilastry. Ukončena je terčíkovou římsou a barokní střechou.

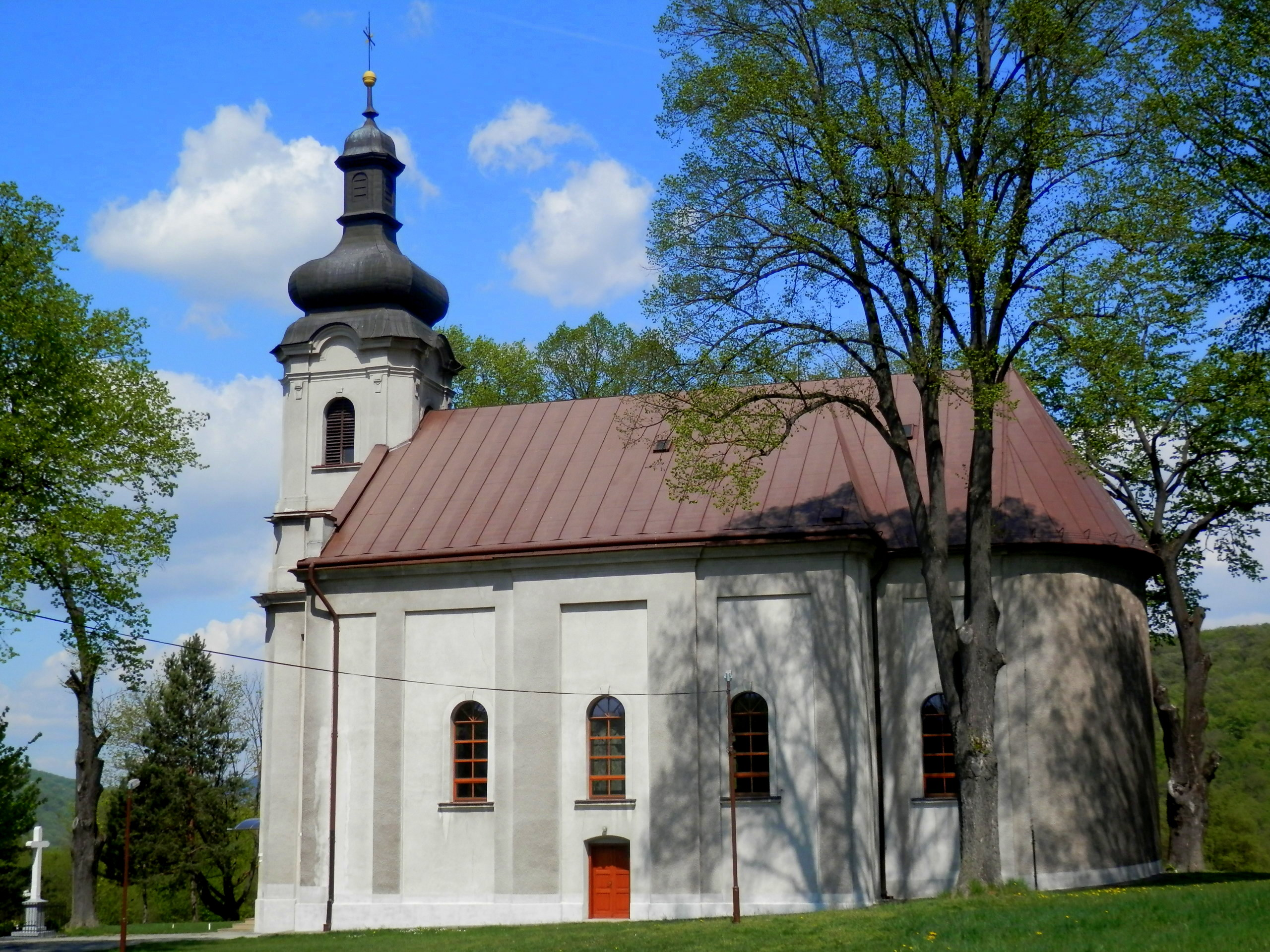
Kostel Narození Panny Marie
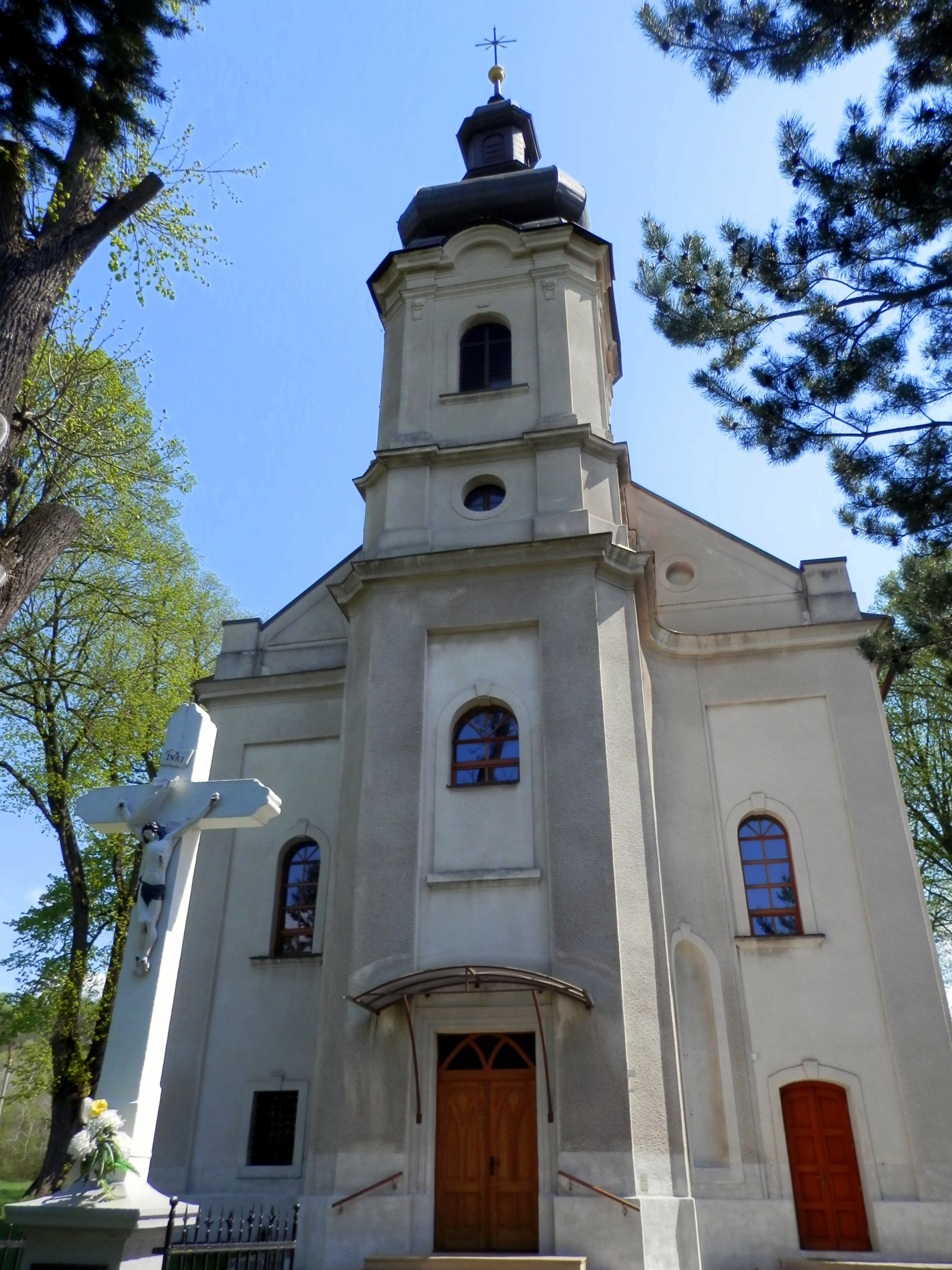
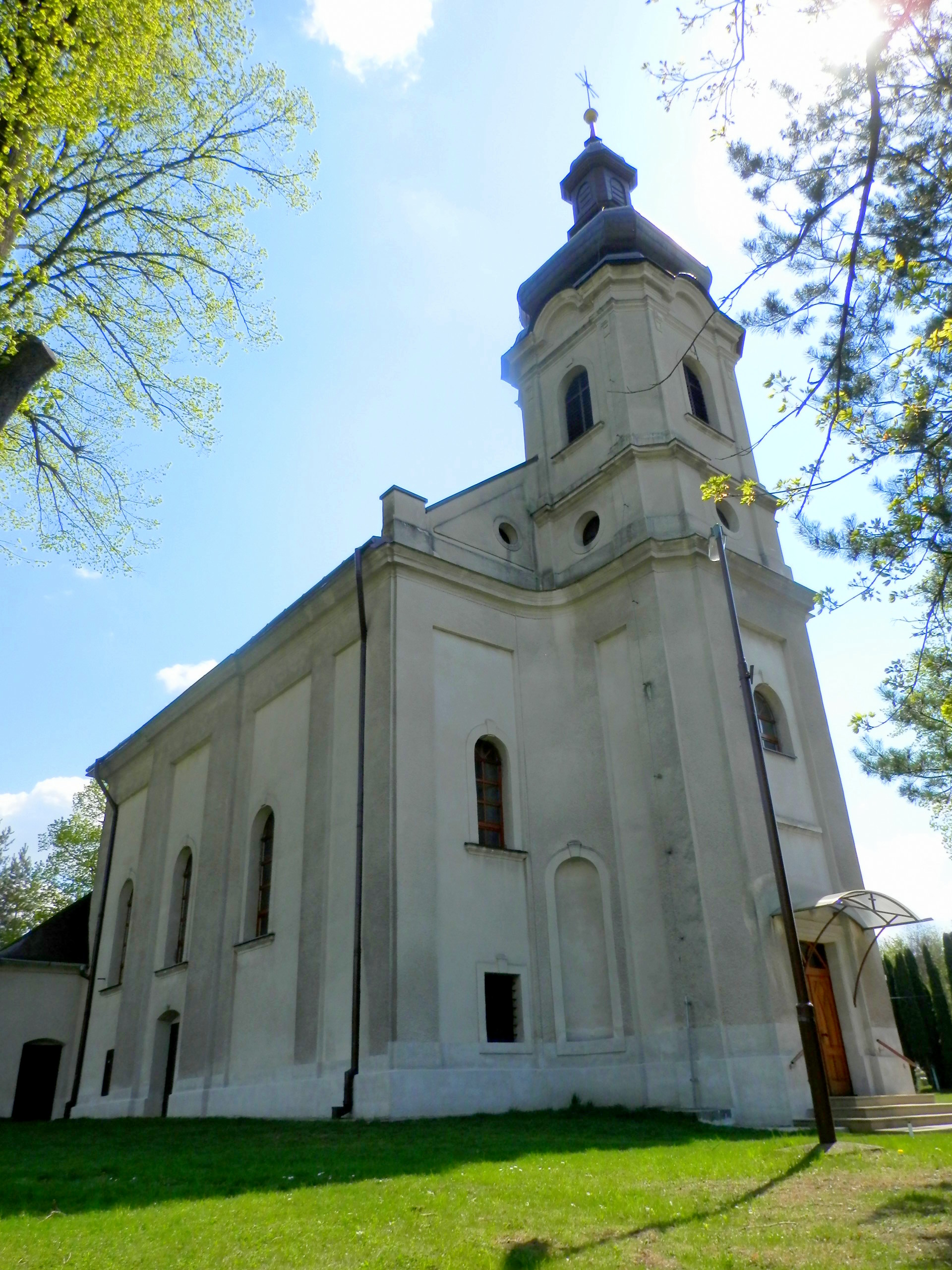
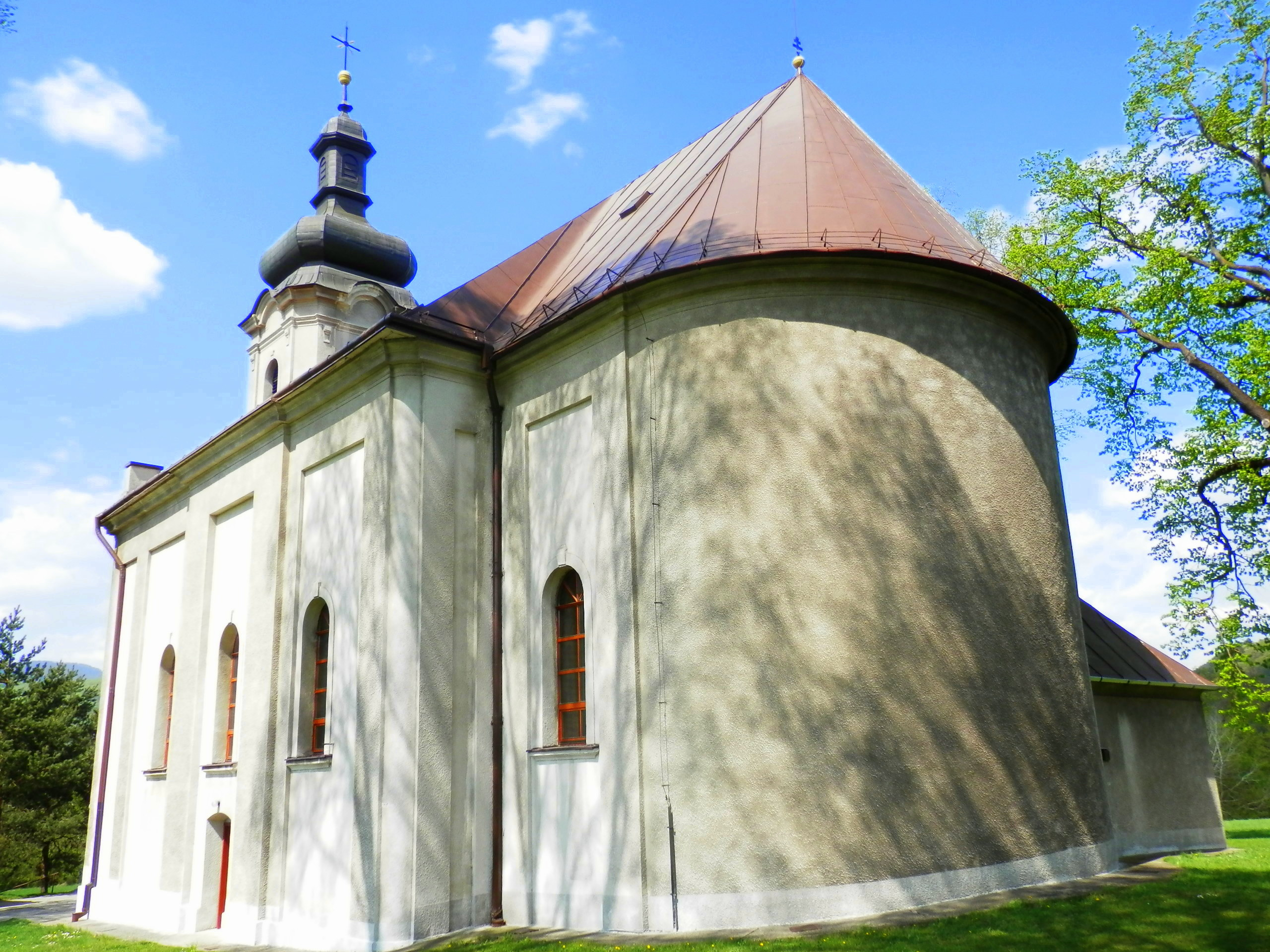
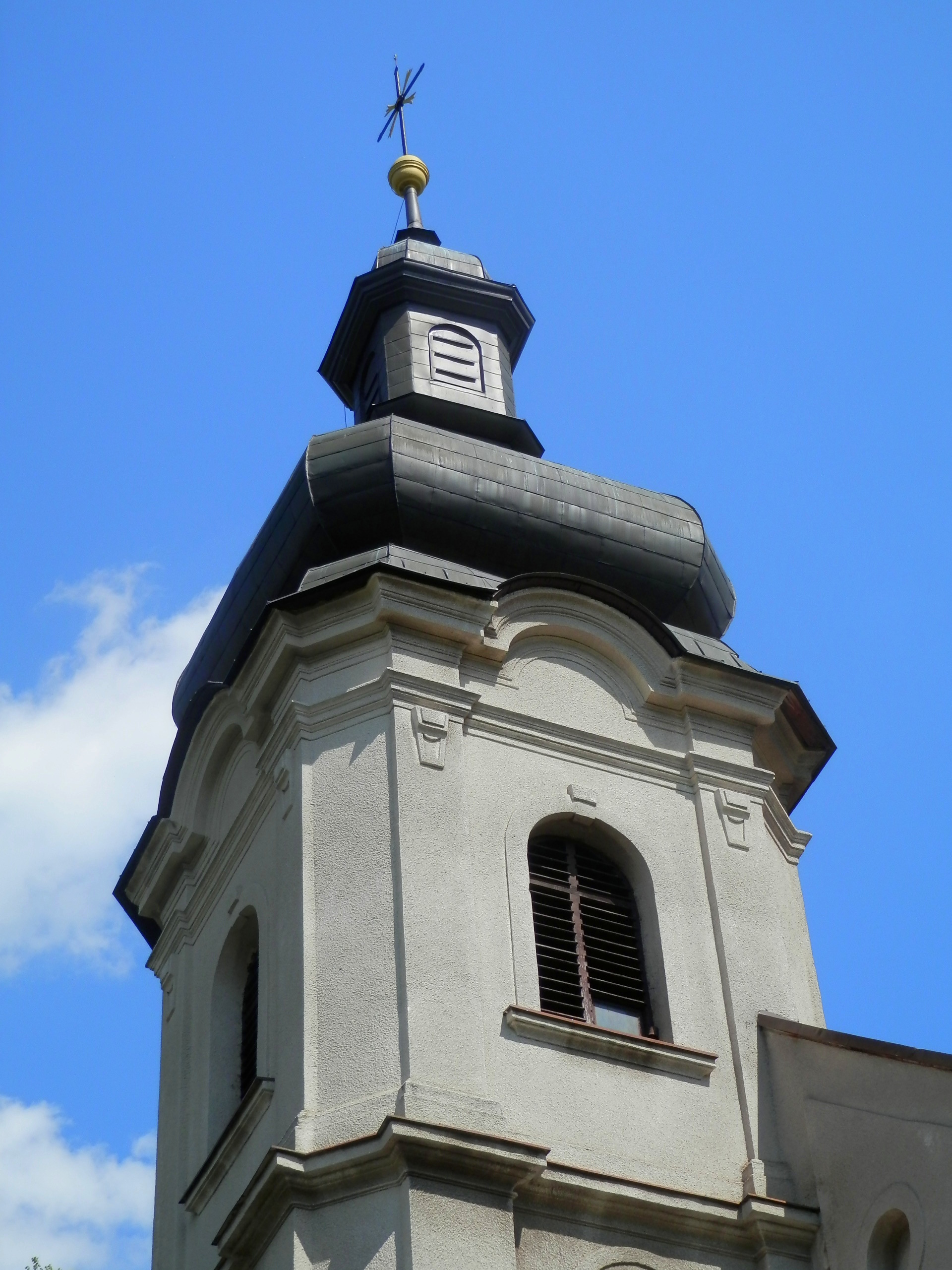
Detail veže